# Gladwin County
Gladwin County är ett administrativt område i delstaten Michigan, USA. År 2010 hade county 25 692 invånare. Den administrativa huvudorten (county seat) är Gladwin. 

## Geografi
Enligt United States Census Bureau så har countyt en total area på 1 338 km². 1 313 km² av den arean är land och 26 km² är vatten.   

### Angränsande countyn
- Ogemaw County - nordost
- Arenac County - öst
- Bay County - sydost
- Midland County - syd
- Clare County - väst
- Roscommon County - nordväst